# Wilhelm Mouline
Pour les articles homonymes, voir Mouline.
Wilhelm Mouline est un pasteur protestant, né à Berlin en 1726, mort dans cette ville en 1802. D'abord ministre à Bernau (1752), puis à Berlin (1759), il acquit dans cette ville une assez belle réputation de prédicateur. Sa traduction d'Ammien Marcellin  lui ouvrit les portes de l’Académie, en 1775, et lui valut, eu outre, une pension de 500 écus.
Encouragé par Frédéric II, il traduisit différents ouvrages et se démit de sa place de pasteur en 1783. Frédéric-Guillaume, a qui il avait donnée des leçons, lui accorda des lettres de noblesse.
Moulines joignait a beaucoup d’érudition beaucoup de goût et de finesse. Quoique plus spécialement voué aux lettres, il s’occupa avec succès d’études sur la physique et inventa quelques instruments ingénieux.

## Œuvres
On a de lui : Réflexions sur les décisions immédiates des souverains et sur l'ordre de la procédure (Berlin, 1765, in-8°), trad. de Steck; Lettre d'un habitant de Berlin à son ami, à la Haye (Berlin, 1773, in-8°), contre l’abbé Raynal, qui aurait attaqué le grand Frédéric (Ammien Marcellin; trad. en franç. (Berlin, 1775, 3 vol. in-12); les Écrivains de l’histoire Auguste, trad. en franç. (Berlin, 1783, 3 vol. in-8°).